# 西脇晋

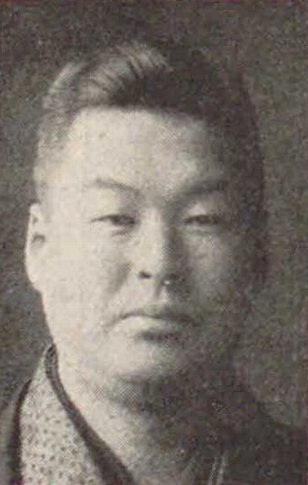
西脇晋

西脇 晋（にしわき しん、1882年（明治15年）1月2日 - 1933年（昭和8年）12月19日）は、日本の大蔵官僚、弁護士、衆議院議員（立憲民政党）。

## 経歴
名古屋市出身。高岡応次の三男として生まれ、1905年（明治38年）に西脇長太郎の婿養子となった。1907年（明治40年）、東京帝国大学法科大学を卒業し、大蔵省に入った。大蔵省では税務監督官などを務め、1916年（大正5年）に退官した。退官後は弁護士・弁理士として活動した。
1926年（大正15年）、衆議院補欠選挙に当選。以後、当選回数は4回を数えた。その間、齋藤内閣では外務参与官を務めた。その他、法政大学講師、帝国製鉄・蔵内商事・満蒙土地建物・横浜倉庫監査役、大阪造船所取締役などを兼ねた。

## 著書
- 『戦時利得税法要義』（宝文館、1918年）
- 『改正所得税法正解』（西脇晋法律事務所、1920年）
- 『震災被害者の租税の減免』（西脇晋法律事務所、1923年）